# Luftverlastbarkeit

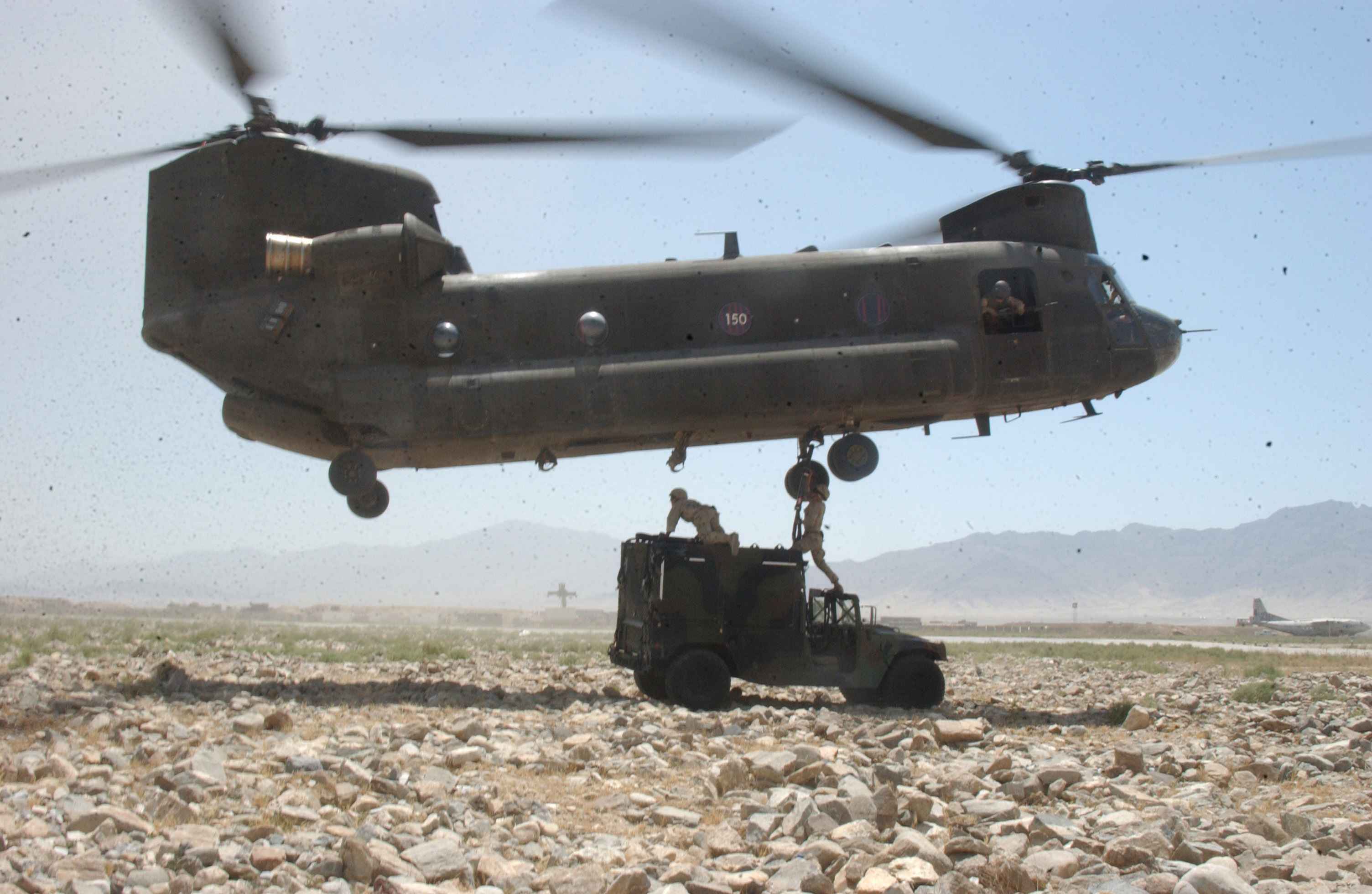
Ein HMMWV wird für den Transport in der Luft durch einen CH-47 vorbereitet

Luftverlastbarkeit bezeichnet die Eigenschaft von militärischem Gerät, per Hubschrauber als Außenlast transportiert oder aus Flächenflugzeugen abgesetzt beziehungsweise abgeworfen werden zu können.